# Alcanadre (fiume)
L'Alcanadre è un fiume che scorre nel nord della Spagna, affluente del fiume Cinca che attraversa la provincia di Huesca. L'Alcanadre nasce nella Sierra de Galardón e sfocia nella Cinca vicino alla città di Ballobar.
Si snoda da nord a sud attraverso il parco naturale della Sierra y los Cañones de Guara, nella parte orientale dell'omonima catena montuosa, formando profondi burroni, canyon e gole nel calcare eocenico. Il tratto del fiume Alcanadre tra Bara e Bierge che si discende sportivamente è suddiviso in quattro diversi tratti, denominati Gorgas Negras, Barrasil, Peonera Superior e Peonera Inferior. Più a sud cambia direzione verso est e sud-ovest fino alla foce del Cinca.
Tra i suoi principali si possono citare i fiumi Used, Mascún e Isuala.